# دین چندلر
دین چندلر (انگلیسی: Dean Chandler؛ زادهٔ ۶ مهٔ ۱۹۷۶) بازیکن فوتبال اهل بریتانیا است.
از باشگاه‌هایی که در آن بازی کرده‌است می‌توان به باشگاه فوتبال چارلتون اتلتیک، باشگاه فوتبال ایست تاروک یونایتد، باشگاه فوتبال یئوویل تاون، باشگاه فوتبال ووکینگ، باشگاه فوتبال تورکی یونایتد، باشگاه فوتبال تاروک، باشگاه فوتبال لینکولن سیتی، باشگاه فوتبال سلو تاون، باشگاه فوتبال ردبریج، باشگاه فوتبال هیبریج، و باشگاه فوتبال چشام یونایتد اشاره کرد.